# Mélanie Thomin
Pour les articles homonymes, voir Thomin.
Mélanie Thomin, née le 4 juin 1984 à Landerneau (Finistère), est une femme politique française.
Membre du Parti socialiste, elle est élue députée de la 6e circonscription du Finistère sous l'étiquette de la Nupes en 2022 puis réélue dans la coalition du Nouveau Front populaire en 2024.

## Biographie
Mélanie Thomin est enseignante en français dans plusieurs lycées privés du Finistère comme Diwan (langue bretonne) ou Le Likès à Quimper (enseignement catholique). Son père était employé de la fonction publique territoriale et sa mère employée de mairie.

### Débuts en politique
Mélanie Thomin commence à se rapprocher du Parti socialiste en 2003 et intègre son mouvement de jeunesse, le MJS en 2005. Elle rejoint l'UNEF alors étudiante à l'Université de Bretagne-Occidentale à Brest, et est secrétaire générale de l'UNEF Brest lors du mouvement contre le contrat première embauche en 2006 et deviendra présidente de l'AGE l'année suivante. Elle intègre ensuite le bureau national du MJS au congrès de Bordeaux à la rentrée 2007.
Responsables des Jeunes socialistes à Quimper, elle participe aux campagnes électorales de Jean-Jacques Urvoas et de Richard Ferrand lors des élections législatives de 2012, et soutient la candidature de Benoît Hamon pour l'élection présidentielle de 2017.
Elle participe aux élections municipales de 2014 à Quimper sur la liste du maire socialiste Bernard Poignant. Elle n'est pas élue au conseil municipal au lendemain des élections, mais intègre finalement celui-ci le 29 avril 2016 à la suite de la démission d'une autre élue. Elle est candidate lors des élections municipales de 2020 à Hanvec, et est élue au sein de la majorité municipale, puis par ce biais au sein de la communauté d'agglomération du pays de Landerneau-Daoulas.
Elle est candidate en 2015 aux élections régionales en Bretagne dans le Finistère sur la liste de Jean-Yves Le Drian, dirigée localement par le candidat socialiste Marc Coatanéa, mais est la première non-élue de la liste. Elle est de nouveau candidate lors des élections régionales suivantes en 2021 sur la liste de Loïg Chesnais-Girard, mais en position non-éligible.

### Élection à l'Assemblée nationale
Mélanie Thomin, investie par le Parti socialiste dans le cadre de la Nouvelle union populaire écologique et sociale (NUPES), se présente aux élections législatives françaises de 2022 contre Richard Ferrand, dans la sixième circonscription du Finistère. Elle bat le président de l'Assemblée nationale au second tour en obtenant 50,85 % des voix,.
Présentée comme « une novice socialiste » par Le Monde, elle entre à l'Assemblée nationale après 20 ans de militantisme au sein de ce parti.

### Députée de la XVIe législature (2022-2024)
Mélanie Thomin est membre de la commission de la Défense et des forces armées.
Elle s'engage durant son premier mandat sur les thématiques relatives à la ruralité et aux services publics : défense de l'hôpital de Carhaix, lutte contre les déserts médicaux, lutte contre les fermetures de classe. Elle est, par ailleurs, désignée secrétaire nationale aux solidarités de proximité à l'issue du Congrès de Marseille du Parti socialiste.
Le 25 janvier 2023, elle pose une question au Gouvernement sur l'impact de la réforme des retraites sur les femmes en appuyant sur la polémique lancée la veille par Franck Riester.
À la suite de la tempête Ciaran, Mélanie Thomin s'engage sur la défense des sinistrés, habitants et agriculteurs, en interpellant le Gouvernement sur les incohérences des annonces du Président de la République lors de sa visite à Plougastel-Daoulas au surlendemain des évènements.
Elle est l'auteur d'une proposition de loi sur le versement de la retraite dès le premier jour et co-rapportrice du rapport "Défense et territoires : quels rôles pour les acteurs du territoire dans la défense nationale ?" avec Patricia Lemoine.

### Députée de la XVIIe législature (depuis 2024)
Réinvestie dans le cadre du Nouveau Front populaire, elle est réélue le 7 juillet 2024 avec 62,43% face au candidat du Rassemblement national.
Mélanie Thomin est membre de la commission des affaires économiques et est désignée porte-parole du groupe socialiste le 24 septembre 2024. Le journal Le Télégramme voit en elle "la Bretonne qui monte au PS" qui "gagne en assurance et ne cache plus ses ambitions".[pertinence contestée]
Elle s'engage contre l’accord de libre-échange entre l’Europe et l’Amérique du Sud (Mercosur) et devient co-rapporteuse d’une proposition de résolution européenne déposée par le groupe socialiste visant à "conditionner l’accès des produits étrangers au marché européen",. Celle-ci a été adoptée à l’unanimité à l’Assemblée nationale jeudi 30 janvier 2025,.

## Résultats électoraux

### Élections législatives
| Année | Parti  | Parti | Circonscription | 1er tour | 1er tour | 1er tour | 2d tour | 2d tour | 2d tour | Issue |
| Année | Parti  | Parti | Circonscription | Voix     | %        | Rang     | Voix    | %       | Rang    | Issue |
| ----- | ------ | ----- | --------------- | -------- | -------- | -------- | ------- | ------- | ------- | ----- |
| 2022  |        | PS    | 6e du Finistère | 15 345   | 31,16    | 2d       | 23 948  | 50,85   | 1re     | Élue  |
| 2024  | 24 664 | PS    | 6e du Finistère | 37,88    | 1re      | 38 392   | 62,43   | 1re     | Élue    |       |